# Papinsko povjerenstvo za Latinsku Ameriku
Papinska komisija za Latinsku Ameriku je odjel Rimske kurije koji je od 1958. godine zadužen za pružanje pomoći i ispitivanje pitanja koja se odnose na Katoličku Crkvu u Latinskoj Americi. Povjerenstvo djeluje pod pokroviteljstvom Dikasterija za biskupe (ranije Kongregacije za biskupe) i veći dio svoje povijesti prefekt tog tijela bio je predsjednik Povjerenstva.
Robert Francis Prevost bio je predsjednik Povjerenstva od 12. travnja 2023. do izbora za papu Lava XIV. 8. svibnja 2025. godine.